# ارگانچی
ارگانچی (به فرانسوی: Arganchy) یک کمون در فرانسه است که در کالوادوس واقع شده‌است. ارگانچی ۷٫۰۷ کیلومتر مربع مساحت دارد ۴۰ متر بالاتر از سطح دریا واقع شده‌است.